# Ibn
Ibn ou ibne (em árabe, اِبْن), ben ou bin (em árabe, بْن; em hebreu, בן) é um prefixo patronímico comum no árabe e no hebreu que significa 'filho de', ou num sentido amplo, 'descendente de'. A forma feminina define-se como bint بِنْت‎ ou ibna اِبْنَة‎ ('filha de') em árabe e bat בת em hebreu. Trata-se de uma partícula típica da onomástica árabe e judia, já que faz parte de muitos nomes de pessoas. Por exemplo, Musa ibn Nusair, Ahmed ben Bella ou Omar ibn ao-Jattab (note que se escreve em minúscula). O seu plural é banū (em árabe, por exemplo em Banū Qasi, descendentes do conde Casio) e b'nei (em hebreu). 

## Origem
Poderia ter origem na forma protosemítica *bin-. Entre os semitas e outros povos tornou-se comum designar uma pessoa como «filho de alguém», preferindo-se o nome do pai ao da mãe. Patronímicos similares encontram-se na maioria das línguas (em sociedades patrilineais); por exemplo, -és/-ez/-iz/-is em galego, português, castelhano e catalão: Fernandes/Fernández/Ferrandiz ('filho de Fernando/Fernan/Ferrán); -son em inglês: Johnson ('filho de John'); em línguas escandinavas -sen: Andersen ('filho de Ander); Mc/Mac- ou O'- em gaélico escocês e irlandês: O'Brien ('filho de Brien'), McGuinness (filho de Guinnes) ou MacDonald ('filho de Donald'); -poulos em grego: Papadópoulos ('filho do sacerdote [Papado]'); -oğlu em turco: Alioğlu ('filho de Ali'), -ren/-rena em éuscaro: Perurena ('filho de Peru'); em russo são formados acrescentando "-ovich" ou "-evich" para os homens e "-ovna" ou "-evna" para as mulheres: Ivanovich/Ivanovna ('filho/filha de Ivan).... etc.

## Descrição
Em língua árabe, ibn ou ben indica a genealogia (nasab) da pessoa. Comummente costuma referir-se apenas ao pai, por exemplo, Omar bem Yussef ('Omar filho de José'), contudo pode prolongar-se ao avô, ao bisavó, ao tataravó... (por exemplo, o nome de Maomé é Muḥammad ibn ‘Abd Allāh ibn ‘Abd ao-Muttalib ibn Hāšim ao-Qurayšī) e remontar assim até o nome de um antepassado mítico. Em hebreu, de vez em quando, usa-se para referir ao pai, senão antepõe-se ao nome do suposto fundador da família.
Geralmente, se a partícula se situa no princípio de um antroponímico preserva-se a forma original ibn. Caso contrário, se se encontra entre nomes, cai a اِ‎ (i) inicial e fica bin ou ben. Desta forma, dizer Osama bin Laden seria correto, ao passo que dizer simplesmente Bin Laden não seria (o correcto seria Ibn Laden). Muitas pessoas famosas ou historicamente reconhecidas passam a chamar-se directamente pela sua nasab, por exemplo: Ibn Batuta,  Ibn Nafis ou Ibn Sina (conhecido como Avicena).
No árabe e no hebreu medieval, ibn pronunciava-se como aben ou aban, de maneira que muitos nomes de autores da Idade Média se fixaram com tal pronúncia: Aben Humeya (Ibn Umayya), Abenkaldun (Ibn Khaldūn), Abenamar (Ibn Ammar) ou Averróis (Ibn Rusd).

## Utilização
O uso de ibn ou bin está fortemente ligado à cultura tribal. Atualmente, os cidadãos árabes das grandes cidades tendem a eliminar esta partícula dos seus nomes.
Também é comum que a partícula faça parte do nome em si mesmo, como em Benjamim (do hebreu, בִּנְיָמִין Bīnyāmīn, 'filho de Yamín' ou 'filho do Sul', logo filho de Yaʿaqov ou Jacob, com a variação "Binyamēm" do samaritano ࠁࠪࠍࠬࠉࠣࠌࠜࠉࠌࠬ 'filho dos dias').
Alguns animais incluem ibn no seu nome, como em ابن عرس ibn 'rs ('doninha') ou ابن آوى ibn aua (chacal). Nestes casos, o seu plural faz-se com banāt, por exemplo, بنات آوى banat aua (chacais).

### Toponímia
Na Península ibérica existem muitos nomes de lugares que começam por ben-, normalmente associados a localidades povoadas por mouriscos, especialmente no sul e o levante. Alguns exemplos são:
- Benavente (ben 'Abbad, lugar do devoto)
- Benfica (ben Fiqa, filho da calmeirona ou da mulher alta)
- Bensafrim (ben Saharin, lugar dos feiticeiros)
- Benagil (ben Ajawid, filho do generoso)
- Bencatel (ben Qatil, filho da vítima)
- Benalmádena
- Benicarló
- Benidorm